# Заречье (парк)
«Заречье» (укр. «Заріччя») — парк-памятник садово-паркового искусства. Расположен в городе Хмельницком Хмельницкой области Украины, на территории микрорайона Выставка.

## История
С начала 1950-х годов началась перестройка города Проскурова. В 1954 году Проскуров был переименован в Хмельницкий, перед этим, с целью увеличения площади города, к нему было присоединено пригородное село Заречье, первое упоминание о котором датируется 1665 годом. 
Парк был основан на месте старого фруктового сада. Точная дата его закладки неизвестна, однако он существовал ещё до того, как начал застраиваться микрорайон Выставка в Хмельницком. В течение 1996—1997 годов в парке выделялась земля под частную застройку, но к концу XX века эта практика была прекращена. После 1999 года был разработан проект обустройства парка. 
20 декабря 2000 года управлением по вопросам экологии и рационального природопользования был объявлен конкурс, который длился три недели. Участники конкурса соревновались за право придумать название парка, который много лет был безымянным. Условием конкурса было соответствие придуманного названия и географического положения, исторической и биологической значимости природоохранной территории. Жителями Хмельницкого было представлено 16 вариантов, победителем выбран вариант названия, предложенный хмельничанином Михаилом Мастикашем. Парк было решено назвать «Зареченским». Другими вариантами названий были: «Проскуров-парк», «Прибугская красота», «Отчий сад», «Парк добра». В феврале 2001 года городской властью быть рассмотрен вопрос о присвоении парку названия «Зареченский». На девятнадцатой сессии XXIII созыва Хмельницкого городского совета было принято решение от 21 февраля 2001 года № 40, о присвоении зелёной зоне названия парк «Заречье».

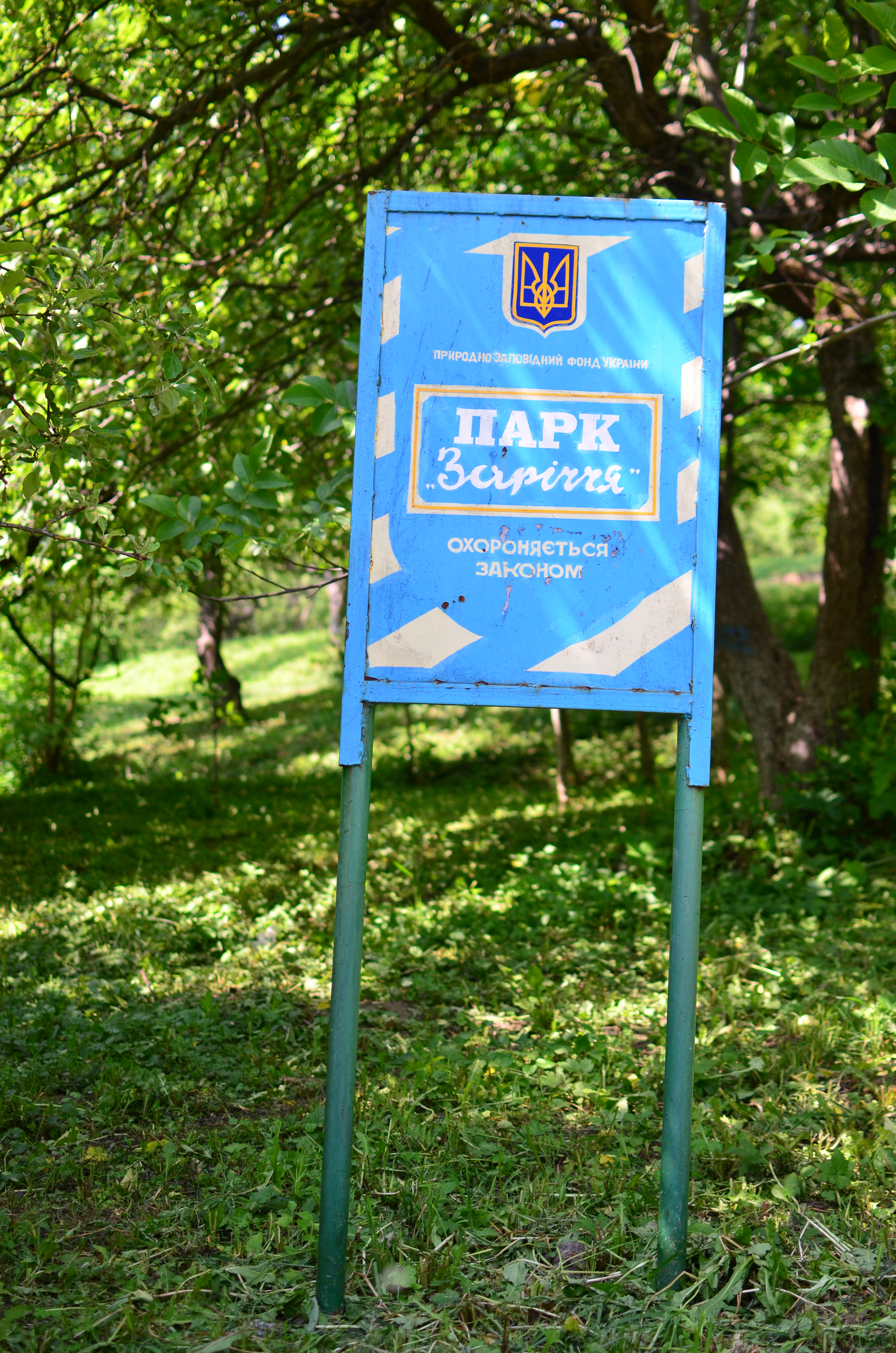
Охранная табличка в парке "Заречье"
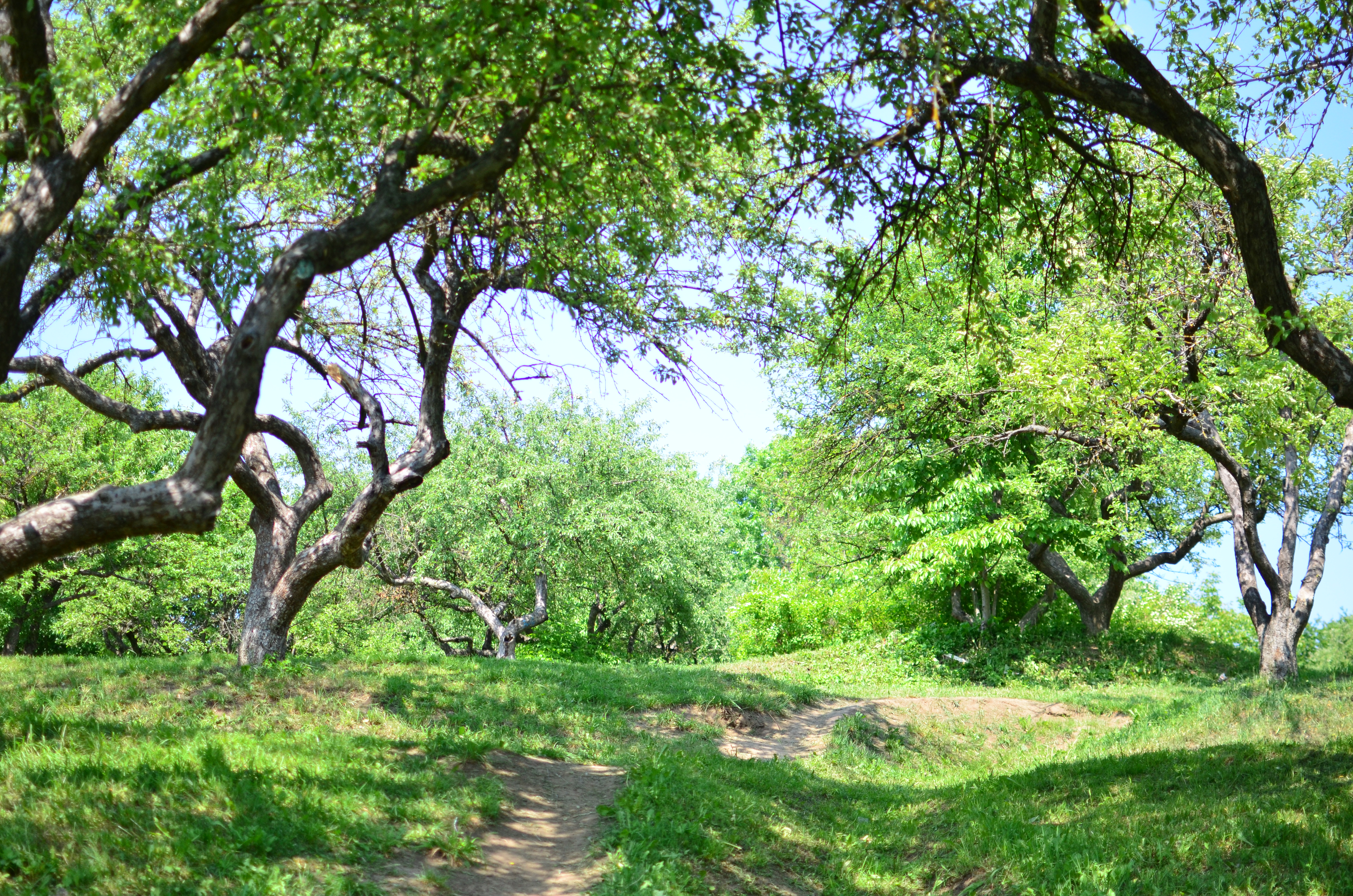
Территория парка "Заречье"
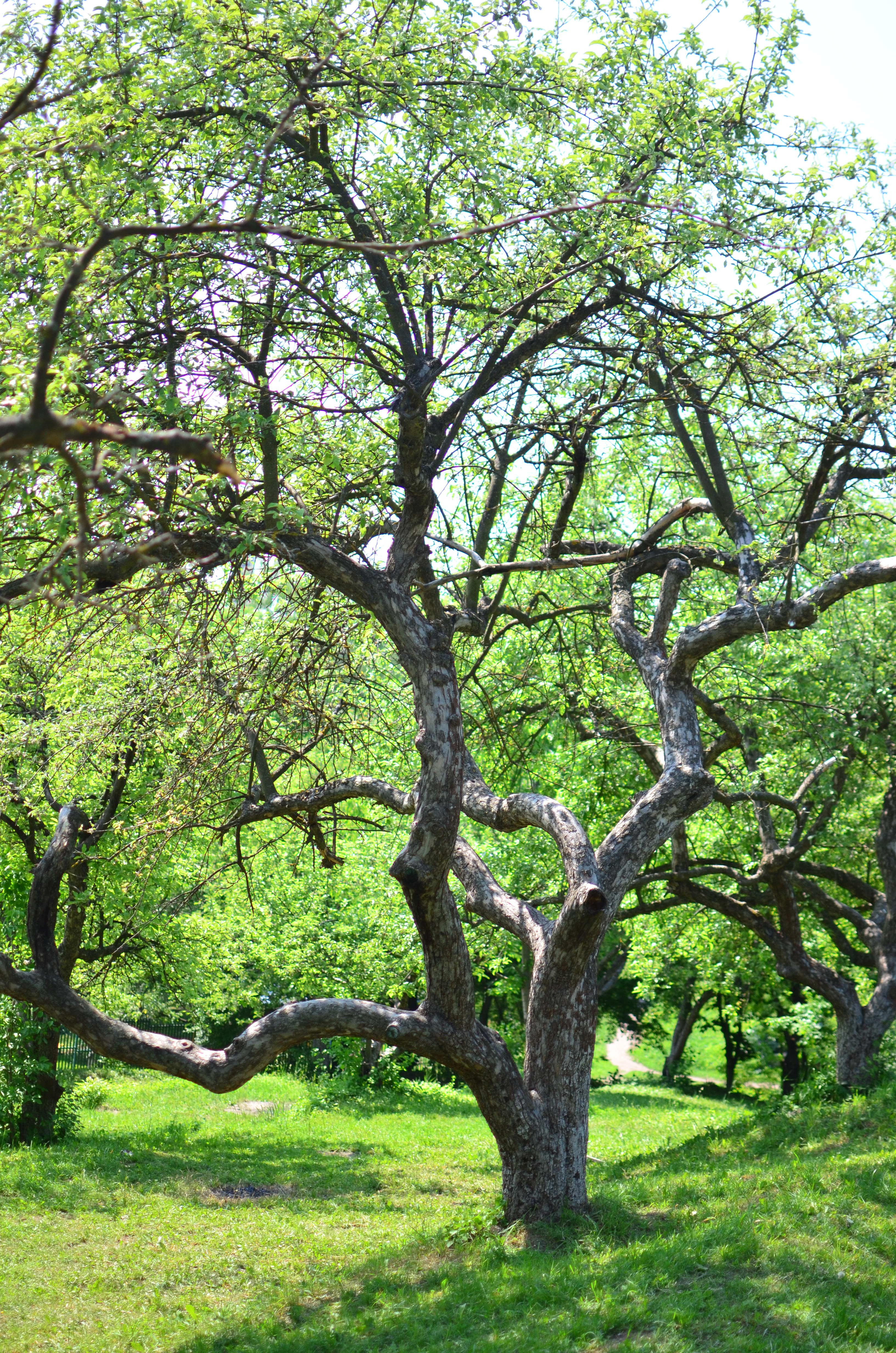
Территория парка "Заречье"

## Описание
Парк расположен на территории, которая ограничена улицей Зареченской, улицей Свободы, проспектом Мира и улицей Победы и пролегает на склонах микрорайона Заречье. Растут разные виды деревьев, кустарников и цветов. Распространены яблони и груши. Городским головой Хмельницкого Михаилом Чекманом и депутатами городского совета была высажена аллея деревьев. Площадь парковой территории — 4,3 гектара. Располагается зелёная зона рядом с учебно-воспитательным комплексом № 4.